# Bommenahalli, Turuvekere
Bommenahalli là một làng thuộc tehsil Turuvekere, huyện Tumkur, bang Karnataka, Ấn Độ.